# Tenis de mesa en los Juegos Paralímpicos de París 2024
El Tenis de mesa en los Juegos Paralímpicos de París 2024 se llevó a cabo del 29 de agosto al 7 de septiembre en el South Paris Arena en París, Francia y contó con la participación de 280 atletas en masculino y femenino.

## Participantes
- Argentina (3)
- Australia (12)
- Austria (1)
- Bélgica (4)
- Brasil (15)
- Canadá (1)
- Chile (7)
- China (26)
- República de China (4)
- Croacia (4)
- Cuba (1)
- República Checa (4)
- Dinamarca (1)
- Egipto (11)
- Finlandia (1)
- Francia (21) (anfitrión)
- Alemania (9)
- Reino Unido (11)
- Hong Kong (3)
- Hungría (4)
- India (2)
- Indonesia (1)
- Irak (1)
- Irlanda (1)
- Italia (7)
- Japón (9)
- Kazajistán (1)
- México (2)
- Montenegro (2)
- Países Bajos (2)
- Atletas Paralímpicos Neutrales (NPA) (4)
- Nueva Zelanda (1)
- Nigeria (8)
- Noruega (5)
- Polonia (11)
- Equipo Paralímpico de Atletas Refugiados (RPT) (1)
- Rumania (2)
- Arabia Saudita (1)
- Serbia (3)
- Eslovaquia (7)
- Corea del Sur (17)
- España (10)
- Suecia (6)
- Tailandia (12)
- Turquía (8)
- Ucrania (9)
- Estados Unidos (3)
- Venezuela (1)

## Resultados

### Masculino
| Evento     | Oro                                          | Plata                                                   | Bronce                                          |
| ---------- | -------------------------------------------- | ------------------------------------------------------- | ----------------------------------------------- |
| Individual |                                              |                                                         |                                                 |
| MS1        | Yunier Fernández                             | Rob Davies                                              | Federico Falco                                  |
| MS1        | Yunier Fernández                             | Rob Davies                                              | Endre Major                                     |
| MS2        | Rafał Czuper                                 | Jiři Suchánek                                           | Cha Soo-yong                                    |
| MS2        | Rafał Czuper                                 | Jiři Suchánek                                           | Fabien Lamirault                                |
| MS3        | Feng Panfeng                                 | Thomas Schmidberger                                     | Yuttajak Glinbancheun                           |
| MS3        | Feng Panfeng                                 | Thomas Schmidberger                                     | Jang Yeong-jin                                  |
| MS4        | Kim Young-gun                                | Wanchai Chaiwut                                         | Kim Jung-gil                                    |
| MS4        | Kim Young-gun                                | Wanchai Chaiwut                                         | Isau Ogunkunle                                  |
| MS5        | Tommy Urhaug                                 | Cheng Ming-chih                                         | Ali Öztürk                                      |
| MS5        | Tommy Urhaug                                 | Cheng Ming-chih                                         | Mitar Palikuća                                  |
| MS6        | Matteo Parenzan                              | Rungroj Thainiyom                                       | Peter Rosenmeier                                |
| MS6        | Matteo Parenzan                              | Rungroj Thainiyom                                       | Ian Seidenfeld                                  |
| MS7        | Yan Shuo                                     | Will Bayley                                             | Jean Paul Montanus                              |
| MS7        | Yan Shuo                                     | Will Bayley                                             | Chalermpong Punpoo                              |
| MS8        | Viktor Didukh                                | Zhao Shuai                                              | Maksym Nikolenko                                |
| MS8        | Viktor Didukh                                | Zhao Shuai                                              | Phisit Wangphonphathanasiri                     |
| MS9        | Laurens Devos                                | Lucas Didier                                            | Ander Cepas                                     |
| MS9        | Laurens Devos                                | Lucas Didier                                            | Ma Lin                                          |
| MS10       | Patryk Chojnowski                            | Lian Hao                                                | Matéo Bohéas                                    |
| MS10       | Patryk Chojnowski                            | Lian Hao                                                | Filip Radović                                   |
| MS11       | Kim Gi-tae                                   | Chen Po-yen                                             | Samuel Von Einem                                |
| MS11       | Kim Gi-tae                                   | Chen Po-yen                                             | Péter Pálos                                     |
| Dobles     |                                              |                                                         |                                                 |
| MD4        | Eslovaquia · Peter Lovas · Ján Riapoš        | Corea del Sur Jang Yeong-jin Park Sung-joo              | Francia Fabien Lamirault Julien Michaud         |
| MD4        | Eslovaquia · Peter Lovas · Ján Riapoš        | Corea del Sur Jang Yeong-jin Park Sung-joo              | Corea del Sur Cha Soo-yong Park Jin-cheol       |
| MD8        | China Cao Ningning Feng Panfeng              | Alemania · Valentin Baus · Thomas Schmidberger          | Tailandia Wanchai Chaiwut Yuttajak Glinbancheun |
| MD8        | China Cao Ningning Feng Panfeng              | Alemania · Valentin Baus · Thomas Schmidberger          | Turquía Abdullah Öztürk Nesim Turan             |
| MD14       | China Liao Keli Yan Shuo                     | Tailandia Phisit Wangphonphathanasiri Rungroj Thainiyom | Reino Unido Paul Karabardak Billy Shilton       |
| MD14       | China Liao Keli Yan Shuo                     | Tailandia Phisit Wangphonphathanasiri Rungroj Thainiyom | Francia Esteban Herrault Clément Berthier       |
| MD18       | Polonia · Piotr Grudzień · Patryk Chojnowski | China Zhao Yiqing Liu Chaodong                          | China Lian Hao Zhao Shuai                       |
| MD18       | Polonia · Piotr Grudzień · Patryk Chojnowski | China Zhao Yiqing Liu Chaodong                          | Brasil · Claudio Massad · Luiz Manara           |

### Femenino
| Evento     | Oro                             | Plata                                        | Bronce                                                |
| ---------- | ------------------------------- | -------------------------------------------- | ----------------------------------------------------- |
| Individual |                                 |                                              |                                                       |
| WS1–2      | Giada Rossi                     | Liu Jing                                     | Dorota Bucław                                         |
| WS1–2      | Giada Rossi                     | Liu Jing                                     | Seo Su-yeon                                           |
| WS3        | Anđela Mužinić Vincetić         | Yoon Ji-yu                                   | Carlotta Ragazzini                                    |
| WS3        | Anđela Mužinić Vincetić         | Yoon Ji-yu                                   | Xue Juan                                              |
| WS4        | Sandra Mikolaschek              | Borislava Perić-Ranković                     | Gu Xiaodan                                            |
| WS4        | Sandra Mikolaschek              | Borislava Perić-Ranković                     | Zhou Ying                                             |
| WS5        | Zhang Bian                      | Pan Jiamin                                   | Moon Sung-hye                                         |
| WS5        | Zhang Bian                      | Pan Jiamin                                   | Jung Young-a                                          |
| WS6        | Najlah Al-Dayyeni               | Maryna Lytovchenko                           | Maliak Alieva                                         |
| WS6        | Najlah Al-Dayyeni               | Maryna Lytovchenko                           | Camelia Ciripan                                       |
| WS7        | Kelly van Zon                   | Kübra Öçsoy Korkut                           | Bly Twomey                                            |
| WS7        | Kelly van Zon                   | Kübra Öçsoy Korkut                           | Wang Rui                                              |
| WS8        | Huang Wenjuan                   | Aida Dahlen                                  | Juliane Wolf                                          |
| WS8        | Huang Wenjuan                   | Aida Dahlen                                  | Florencia Pérez                                       |
| WS9        | Karolina Pęk                    | Xiong Guiyan                                 | Lei Lina                                              |
| WS9        | Karolina Pęk                    | Xiong Guiyan                                 | Alexa Szvitacs                                        |
| WS10       | Yang Qian                       | Natalia Partyka                              | Bruna Alexandre                                       |
| WS10       | Yang Qian                       | Natalia Partyka                              | Tien Shiau-wen                                        |
| WS11       | Natsuki Wada                    | Elena Prokofeva                              | Ebru Acer                                             |
| WS11       | Natsuki Wada                    | Elena Prokofeva                              | Kanami Furukawa                                       |
| Dobles     |                                 |                                              |                                                       |
| WD5        | China Liu Jing Xue Juan         | Corea del Sur Seo Su-yeon Yoon Ji-yu         | Brasil · Cátia Oliveira · Joyce de Oliveira           |
| WD5        | China Liu Jing Xue Juan         | Corea del Sur Seo Su-yeon Yoon Ji-yu         | Tailandia Dararat Asayut Chilchitparyak Bootwansirina |
| WD10       | China Gu Xiaodan Pan Jiamin     | Serbia Nada Matić Borislava Perić-Ranković   | Corea del Sur Kang Oe-jeong Lee Mi-gyu                |
| WD10       | China Gu Xiaodan Pan Jiamin     | Serbia Nada Matić Borislava Perić-Ranković   | Corea del Sur Jung Young-a Moon Sung-hye              |
| WD14       | China Huang Wenjuan Jin Yucheng | Alemania · Stephanie Grebe · Juliane Wolf    | Noruega · Aida Dahlen · Merethe Tveiten               |
| WD14       | China Huang Wenjuan Jin Yucheng | Alemania · Stephanie Grebe · Juliane Wolf    | Reino Unido Felicity Pickard Bly Twomey               |
| WD20       | Australia Lei Lina Yang Qian    | República de China Lin Tzu-yu Tien Shiau-wen | Polonia · Natalia Partyka · Karolina Pęk              |
| WD20       | Australia Lei Lina Yang Qian    | República de China Lin Tzu-yu Tien Shiau-wen | Brasil · Bruna Alexandre · Danielle Rauen             |

### Mixto
| Evento      | Oro                           | Plata                                          | Bronce                                     |
| ----------- | ----------------------------- | ---------------------------------------------- | ------------------------------------------ |
| Dobles XD7  | China Zhou Ying Feng Panfeng  | Tailandia Yuttajak Glinbancheun Wijittra Jaion | China Zhai Xiang Gu Xiaodan                |
| Dobles XD7  | China Zhou Ying Feng Panfeng  | Tailandia Yuttajak Glinbancheun Wijittra Jaion | Francia Flora Vautier Florian Merrien      |
| Dobles XD17 | China Mao Jingdian Zhao Shuai | China Peng Weinan Xiong Guiyan                 | Polonia · Karolina Pęk · Piotr Grudzień    |
| Dobles XD17 | China Mao Jingdian Zhao Shuai | China Peng Weinan Xiong Guiyan                 | Ucrania · Viktor Didukh · Iryna Shynkarova |

## Medallero
| Núm. | País                                 | Oro | Plata | Bronce | Total |
| ---- | ------------------------------------ | --- | ----- | ------ | ----- |
| 1    | República Popular China (CHN)        | 11  | 7     | 6      | 24    |
| 2    | Polonia (POL)                        | 4   | 1     | 3      | 8     |
| 3    | Corea del Sur (KOR)                  | 2   | 3     | 9      | 14    |
| 4    | Australia (AUS)                      | 2   | 0     | 3      | 5     |
| 5    | Italia (ITA)                         | 2   | 0     | 2      | 4     |
| 6    | Alemania (GER)                       | 1   | 3     | 1      | 5     |
| 7    | Ucrania (UKR)                        | 1   | 1     | 2      | 4     |
| 8    | Noruega (NOR)                        | 1   | 1     | 1      | 3     |
| 9    | Japón (JPN)                          | 1   | 0     | 1      | 2     |
| 9    | Países Bajos (NED)                   | 1   | 0     | 1      | 2     |
| 11   | Bélgica (BEL)                        | 1   | 0     | 0      | 1     |
| 11   | Croacia (CRO)                        | 1   | 0     | 0      | 1     |
| 11   | Cuba (CUB)                           | 1   | 0     | 0      | 1     |
| 11   | Eslovaquia (SVK)                     | 1   | 0     | 0      | 1     |
| 11   | Irak (IRQ)                           | 1   | 0     | 0      | 1     |
| 16   | Tailandia (THA)                      | 0   | 4     | 5      | 9     |
| 17   | China Taipéi (TPE)                   | 0   | 3     | 1      | 4     |
| 18   | Reino Unido (GBR)                    | 0   | 2     | 3      | 5     |
| 19   | Serbia (SRB)                         | 0   | 2     | 1      | 3     |
| 20   | Francia (FRA)                        | 0   | 1     | 5      | 6     |
| 21   | Turquía (TUR)                        | 0   | 1     | 3      | 4     |
| 22   | Atletas Paralímpicos Neutrales (NPA) | 0   | 1     | 1      | 2     |
| 23   | República Checa (CZE)                | 0   | 1     | 0      | 1     |
| 24   | Brasil (BRA)                         | 0   | 0     | 4      | 4     |
| 25   | Hungría (HUN)                        | 0   | 0     | 3      | 3     |
| 26   | Chile (CHI)                          | 0   | 0     | 1      | 1     |
| 26   | Dinamarca (DEN)                      | 0   | 0     | 1      | 1     |
| 26   | España (ESP)                         | 0   | 0     | 1      | 1     |
| 26   | Estados Unidos (USA)                 | 0   | 0     | 1      | 1     |
| 26   | Montenegro (MNE)                     | 0   | 0     | 1      | 1     |
| 26   | Nigeria (NGR)                        | 0   | 0     | 1      | 1     |
| 26   | Rumania (ROU)                        | 0   | 0     | 1      | 1     |